# Lhang (Setia)
Lhang is een bestuurslaag in het regentschap Aceh Barat Daya van de provincie Atjeh, Indonesië. Lhang telt 1397 inwoners (volkstelling 2010).